# Larry Flynt, a provokátor
A Larry Flynt, a provokátor (eredeti címén: The People vs. Larry Flynt) egy 1996-os amerikai dráma Woody Harrelson és Courtney Love főszereplésével.

## Történet
Ez a film Larry Flynt (Woody Harrelson) életét mutatja be, aki először vidéki sztriptízbárban dolgozik a lányokkal, majd megalapítja a szexipar egyik alapkövét: a Hustler magazint. Egy csapásra híres (inkább hírhedt) lett, akinek bőven akadnak ellenségei is. Ám Flynt makacs és erőszakos ember. Akár tollal, akár puskával akarják elhallgattatni ő nem hagyja magát. És bármennyi nő veszi őt körül, neki csak egy szerelme van: Althea Leasure Flynt (Courtney Love).

## Szereplők
| Karakter                                           | Színész               | Magyar hang         |
| -------------------------------------------------- | --------------------- | ------------------- |
| Larry Flynt                                        | Woody Harrelson       | Stohl András        |
| Althea Leasure                                     | Courtney Love         | Prókai Annamária    |
| Alan Isaacman                                      | Edward Norton         | Háda János          |
| Charles Keating                                    | James Cromwell        | Uri István          |
| Arlo                                               | Crispin Glover        | Beratin Gábor       |
| Simon Leis                                         | James Carville        | Cs. Németh Lajos    |
| Jimmy Flynt                                        | Brett Harrelson       | Anger Zsolt         |
| Ruth Carter Stapleton                              | Donna Hanover         | Tóth Judit          |
| Riporter                                           | Norm MacDonald        |                     |
| Chester                                            | Vincent Schiavelli    | Csuha Lajos         |
| Miles                                              | Miles Chapin          | Juhász György       |
| Jerry Falwell tiszteletes                          | Richard Paul          | Makay Sándor        |
| Thomas Alva Mantke bíró                            | D'Army Bailey         | Garai Róbert        |
| Roy Grutman                                        | Burt Neuborne         | Rudas István        |
| A merénylő                                         | Jan Tříska            |                     |
| W.M. Morrissey bíró                                | Larry Flynt           | Tolnai Miklós       |
| Larry 10 évesen                                    | Cody Block            |                     |
| Jimmy 8 évesen                                     | Ryan Post             |                     |
| Öreg csavargó                                      | Robert Davis          | Juhász Tóth Frigyes |
| Fiatal Flynt mama                                  | Kacky Walton          |                     |
| Fiatal Flynt papa                                  | John Ryan             |                     |
| Idős nyomdász                                      | Jim Peck              |                     |
| Kamionos                                           | Mike Pniewski         | Lázár Sándor        |
| Fényképész                                         | Stephen Dupree        | Varga Tamás         |
| Flynt mama                                         | Nancy Lea Owen        |                     |
| Flynt papa                                         | John Fergus Ryan      | Komlós András       |
| Rendőrnyomozó                                      | Ken Kidd              | Bácskai János       |
| Műsorvezető a gyűlésen                             | Eddie Davis           | Kardos Gábor        |
| Georgiai ügyész                                    | Mac Pirkle            | Lázár Sándor        |
| Blow Dried Jerk                                    | Scott William Winters | Breyer Zoltán       |
| Ügyvéd a Los Angeles-i bíróságon                   | Mike McLaren          | Csuha Lajos         |
| Szervezet ügyvédje                                 | Andy Stahl            |                     |
| Delorean ügyvédje                                  | Michael Detroit       | Balázsi Gyula       |
| Lelkésztanuló                                      | Evans Donnell         | Katona Zoltán       |
| Lelkésztanuló                                      | Jay Adams             | Megyeri János       |
| Szabadság Baptista Főiskola dékánja                | Bennett Wood          | Végh Ferenc         |
| Janice Kirk, a Legfelsőbb Bíróság társbírája       | Janice Holder         | Bessenyei Emma      |
| William Rehnquist, a Legfelsőbb Bíróság főbírája   | Jim Grimshaw          | Bácskai János       |
| Thurgood Marshall, a Legfelsőbb Bíróság társbírája | James Smith           | Galamb György       |
| Antonin Scalia, a Legfelsőbb Bíróság társbírája    | Rand Hopkins          | Bitskey Tibor       |
| John Paul Stevens, a Legfelsőbb Bíróság társbírája | Charles M. Crump      | Végh Ferenc         |
| Teremszolga a Legfelsőbb Bíróságon                 | Pierre Secher         | Megyeri János       |

## Díjak és jelölések
- Oscar-díj
  - 1997 jelölés: legjobb rendező – Miloš Forman
  - 1997 jelölés: legjobb férfi főszereplő – Woody Harrelson
- Berlini Nemzetközi Filmfesztivál
  - 1997 díj: Arany Medve – Miloš Forman
- Európai Filmdíj
  - 1997 díj: Különdíj – Miloš Forman
- Golden Globe-díj
  - 1997 díj: Legjobb rendező – Miloš Forman
  - 1997 díj: Legjobb forgatókönyv – Scott Alexander, Larry Karaszewski
  - 1997 jelölés: Legjobb drámai film
  - 1997 jelölés: Legjobb férfi színész (dráma) – Woody Harrelson
  - 1997 jelölés: Legjobb színésznő (dráma) – Courtney Love